# Уилям Бойд
Уилям Бойд (на английски: William Boyd) е шотландски сценарист, продуцент, драматург и писател на произведения в жанра драма, трилър и исторически роман.

## Биография и творчество
Уилям Андю Мъри Бойд е роден на 7 март 1952 г. в Акра, Гана. Майка му е учителка, а баща му е лекар, специалист по тропическа медицина, ръководител на клиниката към университета на Гана, а после в университета в Ибадан. Прекарва голяма част от детството си н Гана и в Нигерия. В Нигерия е по време на Биафранската война, брутален конфликт в периода 1967 – 1970 г., който има дълбок ефект върху него. Завършва гимназия в Мъри. Учи в университета на Ница, получава магистърска степен с отличие по английска филология и философия от университета на Глазгоу през 1975 г., после специализира и получава докторска степен в Исус Колидж на Оксфордския университет.
След дипломирането си, в периода 1980 – 1983 г. е преподавател по английска филология по съвременна литература в колежа Сейт Хилда на Оксфордския университет. Едновременно в периода 1981 – 1983 г. е телевизионен критик към списание „Ню Стейтсман“.
Първият му роман „A Good Man in Africa“ (Добър човек в Африка) е издаден през 1981 г. Книгата представя фигурата на Морган Лифи, нещастен британски дипломат, който се бори да овладее сложността на командировката си в корумпирана западноафриканска държава. Романът печели наградите „Коста“ (Уитбърд) и „Съмърсет Моъм“. През 1994 г. е екранизиран в едноименния филм с участието на Колин Фриелс, Шон Конъри, Джоан Уоли и Джон Литгоу.
През 1998 г. е издадена книгата му „Nat Tate: An American Artist 1928 – 1960“ (Нат Тейт, американски художник 1928 – 1960 г.), представяща и трагичната биография на предполагаем нюйоркски абстрактен експресионистичен художник на име Нат Тейт, който всъщност никога не е съществувал. Имената му са компилация между имената на Националната галерия и Галерия Тейт Първоначално биографията е представена като автентична и набира много средства, които впоследствие, след разкриване на истината, са дадени за благотворителност.
През 2012 г. наследниците на Иън Флеминг му възлагат да напише 38-ия роман от поредицата за Джеймс Бонд. Трилърът му „Соло : Джеймс Бонд се завръща“ е публикуван през 2013 г. в чест на шестдесетата годишнина от публикуването на първия роман – „Казино Роял“.
Произведенията на писателя са преведени на повече от 30 езика по света.
През 2005 г. е удостоен с отличието Командор на Ордена на Британската империя за цялостната си литературна дейност. Получава отличието „доктор хонорис кауза“ от университетите в Сейнт Андрюс, Стърлинг, Глазгоу и Дънди, и е почетен сътрудник на Исус колидж.
През 2014 г. е един от 200-те публични личности, които подписват писмо до „Гардиън“ против референдума за независимост на Шотландия от Великобритания.
Уилям Бойд живее със семейството си в Челси, Лондон, и във вилата им в Бержерак, Югозападна Франция.

## Произведения

### Самостоятелни романи
- A Good Man in Africa (1981)
- An Ice-Cream War (1982)
Сладоледена война, изд.: „Народна култура“, София (1990), прев. Цонка Василева
- Stars and Bars (1984)
- The New Confessions (1987)
- Brazzaville Beach (1990) – Мемориална награда на Джеймс Тайт
Бразавил бийч, изд.: ИК „Рива“, София (2000), прев. Елена Кортел
- The Blue Afternoon (1993)
Синият следобед, изд.: ИК „Рива“, София (2001), прев. Боряна Гечева
- Transfigured Night (1995)
- Armadillo (1998)
Армадийо, изд.: ИК „Рива“, София (2000), прев. Станислава Вергилова
- Nat Tate: An American Artist 1928 – 1960 (1998)
- Any Human Heart (2002)
- Restless (2006) – награда „Коста“
- Ordinary Thunderstorms (2009)
- Waiting for Sunrise (2012)
- Sweet Caress (2015)
- The Argument (2016)
- Love is Blind (2018)

### Участие в общи серии с други писатели

#### Серия „Джеймс Бонд“ (James Bond)
38. Solo (2013)
Соло : Джеймс Бонд се завръща, изд. „Милениум“ (2014), прев. Гриша Атанасов

### Новели
- The Vanishing Game (2014)

### Пиеси
- Longing (2013)
- The Argument (2016)

### Сборници
- On the Yankee Station (1981)
- School Ties (1985)
- My Girl in Skin Tight Jeans (1991)
- The Destiny of Natalie 'X' (1995)
- Killing Lizards (1995)
- Fascination (2004)
- The Dream Lover (2008)
- Ox-Tales:Water (2009) – с Мишел Фабер, Джайлс Фоден, Естер Фройд, Зое Хелър, Хери Кунзу, Майкъл Морпурго, Дейвид Парк и Викрам Сет
- The Dreams of Bethany Mellmoth (2017)

### Разкази
издадени в България
- Фантазия по любим валс, сп. „Съвременник“ (2000), прев. Здравка Ефтимова
- Очарование, сп. „Съвременник“ (2007), прев. Милена Попова
- Видео за възрастни, сп. „Панорама“ (2008), прев. Александър Трендафилов
- Преобразена нощ, сп. „Гранта“ (2012), прев. Еньо Стоянов

### Документалистика
- Bamboo (2005)

### Екранизации
- 1983 Good and Bad at Games
- 1985 Dutch Girls
- 1987 Scoop
- 1988 Един англичанин в Ню Йорк, Stars and Bars – сценарий
- 1990 Господин Джонсън, Mister Johnson
- 1990 Леля Джулия и писачът, Tune in Tomorrow...
- 1992 Чаплин, Chaplin – сценарий
- 1994 Един добър човек в Африка, A Good Man in Africa – сценарий
- 1999 The Trench – автор
- 2001 Sword of Honour
- 2001 Armadillo – ТВ сериал, 3 епизода
- 2005 Човек за човека, Man to Man
- 2005 A Waste of Shame: The Mystery of Shakespeare and His Sonnets – сценарий
- 2009 10 Minute Tales – ТВ сериал, 1 епизод
- 2010 Any Human Heart – ТВ сериал, 4 епизода
- 2012 Restless
- 2014 Patient 39
- 2016 The Dreams of Bethany Mellmoth
- ?? Cork
- ?? The Galapagos Affair – сценарий
- ?? The Captain and the Enemy – текст